# چاکابوکو (شیلی)
چاکابوکو (به اسپانیایی: Provincia de Chacabuco) یک استان در شیلی است که در منطقه مادرشهری سانتیاگو واقع شده‌است. چاکابوکو ۲٬۰۷۶٫۱ کیلومتر مربع مساحت و ۲۰۳٬۹۹۳ نفر جمعیت دارد.